# Émile Haguenin
Émile Haguenin (* 1872 in Cuchery, Département Marne; † 1924) war ein französischer Literaturwissenschaftler und Diplomat, Germanist, Romanist und Italianist.

## Leben und Werk
Haguenin war Student der École normale supérieure und bestand 1896 die Agrégation de Lettres. 1901 wurde er außerordentlicher Professor für Französisch am Seminar für Orientalische Sprachen (1902 auch am Romanischen Seminar) der Friedrich-Wilhelms-Universität Berlin, trat aber wissenschaftlich wenig hervor. 
Bei Ausbruch des Ersten Weltkriegs 1914 kehrte er nach Paris zurück und wurde 1915 in diplomatischer und geheimdienstlicher Mission an die Französische Botschaft in Bern geschickt (offiziell als Leiter des Pressebüros). Dort führte er von 1916 bis 1917 inoffizielle Gespräche mit der deutschen Seite zur Sondierung eines Kompromissfriedens. Ab 1919 spielte er in Berlin eine wichtige Rolle bei der Überwachung der Beschlüsse des Versailler Friedens. Er war u. a. Leiter der Delegation des Garantiekomitees und Vorsitzender der Garantiekommission der Reparationskommission. Bis 1924 leitete er in Berlin das Bureau d'études économiques et sociales des französischen Außenministeriums.

## Werke
- Notes sur les universités italiennes, Paris 1901 (zuerst in: Revue internationale de l'enseignement 1898 und 1899)
- Un poète romain: Belli, in: Revue des deux mondes 1. April 1902, S. 674–708
- Grazia Deledda, in: Revue des deux mondes 15. März 1903, S. 391–425